# Предложение в Париж
„Предложение в Париж“ (на английски: A Paris Proposal) е американски телевизионен филм (романтична комедия) от 2023 година на режисьора Джесика Хармън, по сценарий на Андреа Канинг. Оператор е Александър Крумов. Музиката във филма е композирана от Джером Лерой. 
Филмът е заснет в София (България) и Париж (Франция).

## Актьорски състав
| Изпълнител         | Роля                 |
| ------------------ | -------------------- |
| Алекса ПенаВега    | Анна Бауман          |
| Николас Бишоп      | Себастиан Лоран      |
| Кейт Фахи          | Марион Дюран         |
| Венсан Винтералтер | Луи Дюран            |
| Даниел Лунд        | Габриел Бланше       |
| Бетани Браун       | Лили Банкрофт        |
| Мариан Борго       | Естел Лоран          |
| Николас Вудесон    | Жак Лоран            |
| Ели Кемпфен        | Андре                |
| Димо Алексиев      | Анри                 |
| Мила Банчева       | Джулия               |
| Юън Макнагтън      | Том                  |
| Кейт Никълс        | Лора                 |
| Емануела Шкодрева  | Луси                 |
| Любомир Ковачев    | Марсел               |
| Бертран Пелерин    | фотограф             |
| Явор Гаджев        | асистентът на Марион |
| Ели Норис          | бъдеща младоженка    |
| Матю Луре          | бъдещ младоженец     |
| Момчил Маринов     | мимът                |